# Joachim Bauer
Joachim Bauer (Tübingen, 1951. október 21.) német molekuláris biológus, neurobiológus, továbbá belgyógyász, pszichiáter és pszichoszomatikus orvos szakvizsgákkal rendelkező orvos. A Freiburgi Egyetemen tanít, pszicho-neuroimmunológia szakterületen. A Freiburgi Egyetem Kórházának pszichoszomatikus orvosi osztályának rendelőjében főorvosként dolgozik. Bauer kétszeresen habilitált orvos, számos releváns szakcikk és szakkönyv szerzője.

## Díjak és kitüntetések
1997-ben a Német Biológiai Pszichiátriai Társaság Organon Kutatási Díjjal tüntette ki Bauert az interleukin-6 sejtkommunikációban aktív jelzőmolekula az Alzheimer-kór kialakulásában betöltött szerepének felfedezéséért.

## Magyarul megjelent művei
- A testünk nem felejt - Kapcsolataink és életmódunk hatásai génjeink és idegrendszerünk működése, Das Gedächtnis des Körpers, (Eichborn) (2002); ford. Turóczi Attila, Ursus Libris, 2014, ISBN 9789639718395.
- Az együttműködő ember - Alapvető motivációink a neurobiológiai kutatások fényében. Prinzip Menschlichkeit, (Hoffmann und Campe) (2005); ford. Turóczi Attila, Ursus Libris, 2012, ISBN 9789639718463.
- Miért érzem azt, amit te? - Ösztönös kommunikáció és a tükör neuronok titka; Warum ich fühle was du fühlst. (Hoffmann und Campe) (2005); ford. Turóczi Attila, Ursus Libris, 2012, ISBN 9789639718340.

## Németül megjelent művei
- Die Alzheimer-Krankheit – Neurobiologie, Psychosomatik, Diagnostik und Therapie. Schattauer, Stuttgart 1994, ISBN 3-7945-1634-6.
- Das Gedächtnis des Körpers – Wie Beziehungen und Lebensstile unsere Gene steuern. Eichborn, Frankfurt am Main 2002. (2004-től: Piper, München 2004, ISBN 3-492-24179-4)
- Warum ich fühle was du fühlst – Intuitive Kommunikation und das Geheimnis der Spiegelneurone. Hoffmann und Campe, Hamburg 2005, ISBN 3-455-09511-9.
- Prinzip Menschlichkeit – Warum wir von Natur aus kooperieren. Hoffmann und Campe, Hamburg 2006, ISBN 3-455-50017-X.
- Lob der Schule – Sieben Perspektiven für Schüler, Lehrer und Eltern. Hoffmann und Campe, Hamburg 2007, ISBN 978-3-455-50032-5.
- Das kooperative Gen – Abschied vom Darwinismus. Hoffmann und Campe, Hamburg 2008, ISBN 978-3-455-50085-1.
- Schmerzgrenze – Vom Ursprung alltäglicher und globaler Gewalt. Blessing, München 2011, ISBN 978-3-89667-437-1.
- Arbeit – Warum unser Glück von ihr abhängt und wie sie uns krank macht. Blessing, München 2013, ISBN 978-3-89667-474-6. (puhakötésű kiadás: Heyne, München 2015, ISBN 978-3-453-60354-7)
- Selbsteuerung - Die Wiederentdeckung des freien Willens. Blessing, München 2015, ISBN 978-3-89667-539-2.

## Fordítás
- Ez a szócikk részben vagy egészben  a   Joachim Bauer című német Wikipédia-szócikk fordításán alapul.  Az eredeti cikk szerkesztőit annak laptörténete sorolja fel. Ez a jelzés csupán a megfogalmazás eredetét és a szerzői jogokat jelzi, nem szolgál a cikkben szereplő információk forrásmegjelöléseként.